# Bancada BBB

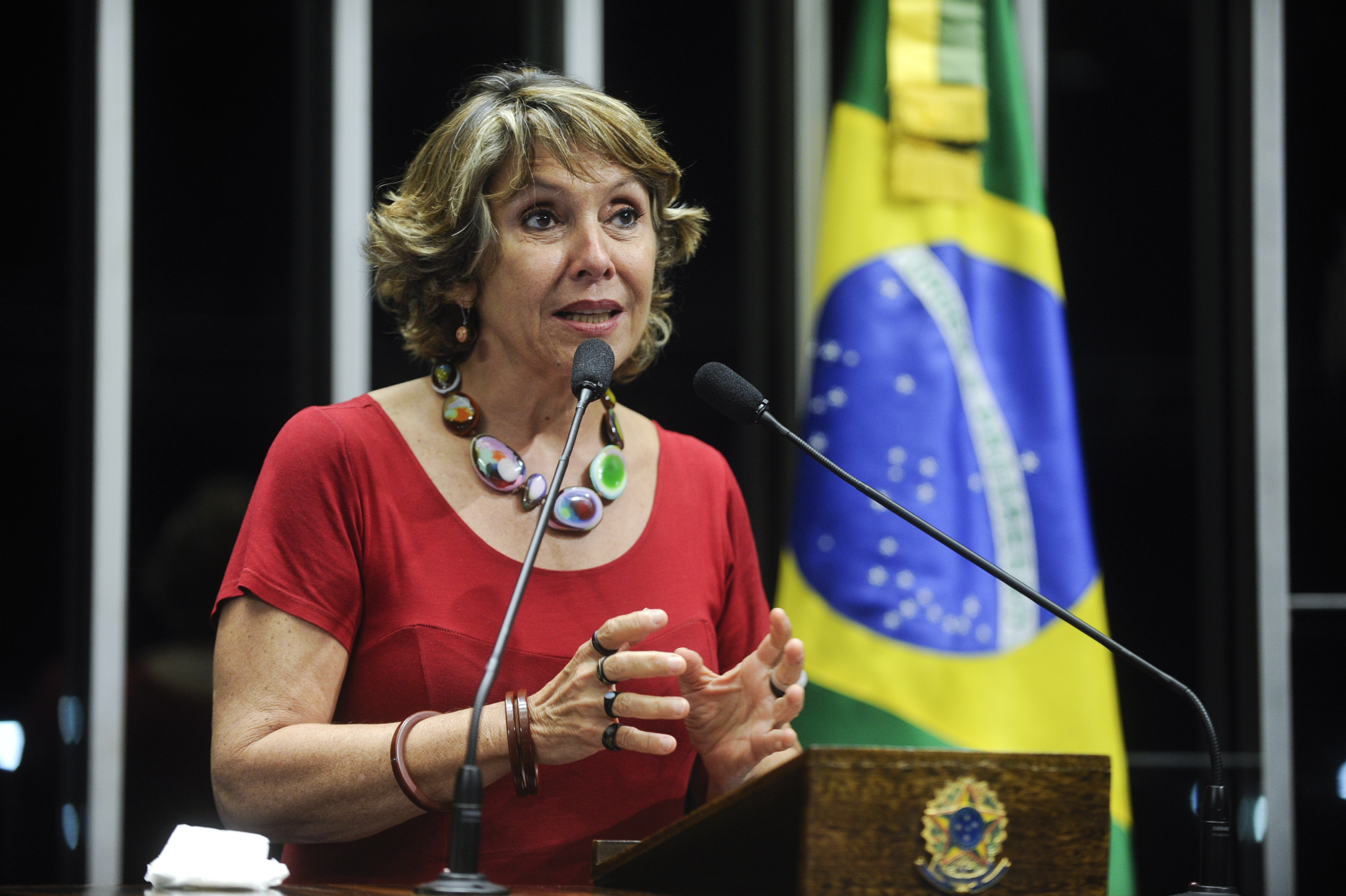
Deputada Erika Kokay em discurso no plenário

A Bancada BBB é um termo usado para referir-se conjuntamente à bancada armamentista ("da bala"), bancada ruralista ("do boi") e à bancada evangélica ("da bíblia") no Congresso Nacional do Brasil. As agendas das bancadas estão alinhadas à direita política e ao conservadorismo brasileiros.
O termo BBB foi usado pela primeira vez pela deputada federal Erika Kokay em uma reunião da bancada do Partido dos Trabalhadores na Câmara dos Deputados no início de 2015, arrancando risadas dos colegas. A expressão logo se difundiu entre parlamentares de partidos de esquerda e parte da mídia, que identificam nessa articulação uma ameaça aos direitos humanos e das minorias no país.
O Congresso eleito em 2014 é considerado por analistas como um dos mais conservadores da história, permitindo que projetos de lei, que antes seriam rejeitados facilmente, fossem novamente trazidos à tona, como a redução da maioridade penal, revogação do Estatuto do Desarmamento, criação do Estatuto da Família, inclusão do aborto entre os crimes hediondos, entre outras propostas. O fato de o então presidente da Câmara, Eduardo Cunha, ser considerado um membro da bancada auxiliou o reinício dos debates em torno dessas pautas.
A Bancada BBB teve também papel importante no processo de impeachment de Dilma Rousseff. Mesmo antes de Dilma ser afastada definitivamente do cargo de presidente, membros da bancada começaram a pressionar o vice-presidente, Michel Temer, a trabalhar em prol de suas propostas. Esta bancada expressou apoio ao presidente eleito em 2018, Jair Bolsonaro.

## Composição
Analistas políticos frequentemente superestimam o número de parlamentares que integram as bancadas temáticas no Legislativo. Diversos estudos estão sendo realizados para propor etapas que permitam uma medição mais precisa do total de membros dos blocos suprapartidários. Esses estudos buscam combinar e justapor diferentes variáveis, de forma a evitar a simplificação de considerar qualquer fator isolado como suficiente para determinar a composição desses grupos. Como estudo de caso, foi analisada a bancada BBB durante a 56ª legislatura (2019-2023), com o intuito de ilustrar os procedimentos necessários para identificar os parlamentares envolvidos nas frentes parlamentares.
|                   | Parlamentares |
| ----------------- | ------------- |
| Bancada da bala   | 45            |
| Bancada da bíblia | 49            |
| Bancada do boi    | 77            |